# Rethera afghanistana
Rethera afghanistana är en fjärilsart som beskrevs av Daniel 1958. Rethera afghanistana ingår i släktet Rethera och familjen svärmare. Inga underarter finns listade.